# Сидър Сити
Сидър Сити (на английски: Cedar City) е град в окръг Айрън, щата Юта, САЩ. Сидър Сити е с население от 20 527 жители (2000) и обща площ от 52 km². Намира се на 1782 m надморска височина. ЗИП кодът му е 84720-84721, а телефонният му код е 435.